# Aeropuerto Internacional Sanford
El Aeropuerto Internacional Sanford o el Orlando-Sanford International Airport (del inglés: Orlando Sanford International Airport) (IATA: SFB, OACI: KSFB, FAA LID: SFB) es un aeropuerto comercial público localizado en Sanford cerca de Orlando, Florida. Fue inicialmente construido para usos militares como la Estación Aérea Naval Sanford y estuvo en operación como una Base de Jet Master de aeronaves de ataques hasta 1969. 
Debido a los vuelos de entrenamiento, el aeropuerto está consistentemente en el top 30 de los aeropuertos más ocupados del mundo en términos del total de operaciones de vuelo (despegue y aterrizajes). Es el aeropuerto comercial secundario de la zona de Orlando, pero está más lejos del centro de Orlando y los principales parques temáticos (Walt Disney World Resort, Universal Studios Florida y SeaWorld) que el aeropuerto principal, el Aeropuerto Internacional de Orlando (MCO/KMCO).
El aeropuerto es propiedad de la Autoridad del Aeropuerto de Sanford, pero es operado por Aeropuertos Worldwide, una empresa con sede en Houston, que es de propiedad mayoritaria del Sistema de Retiro Municipal de Ontario (OMERS) en colaboración con el Sistema de Aeropuertos de Houston (HAS) y la Compañía de Desarrollo del Aeropuerto (ADC). Aeropuertos Worldwide es la misma compañía que posee el Aeropuerto Internacional de Belfast, el Aeropuerto de Estocolmo-Skavsta, el Aeropuerto de Guanacaste, el Aeropuerto Internacional Mariscal Sucre y el Aeropuerto Internacional Juan Santamaría y es dueño de TBI AM, operadora de cinco contratos de gestión en Estados Unidos.
Debido a su tipo, el tráfico de pasajeros en el Aeropuerto Internacional de Orlando Sanford fue una vez dominado por vuelos chárters europeos. Sin embargo, desde el año 2008, la mayoría del tráfico de pasajeros ha sido nacional, atribuible a la entrada de la aerolínea basada en Las Vegas Allegiant Air, para la cual Sanford es un ciudad foco. Sanford fue también una pequeña ciudad foco para el vendedor de viaje Direct Air hasta la desaparición de la compañía en 2012.

## Instalaciones
El aeropuerto cubre una superficie de 1,214 ha (3,000 acres) y cuenta con cuatro pistas de aterrizaje:
- Pista 9L/27R: 11,002 x 150 pies (3,353 x 46 m) Asfalto
- Pista 9C/27C: 3,578 x 75 pies (1,091 x 23 m) Asfalto
- Pista 9R/27L: 6,647 x 75 pies (2,026 x 23 m) Asfalto
- Pista 18/36: 6,002 x 150 pies (1,829 x 46 m) Asfalto / Concreto

La pista dominante es la 9L/27R. Esta fue construida a partir de la pista original de la base aeronaval 9/27, que contaba con 8,000 pies (2,400 m) x 200 pies (61 m) con área overrun de 2,145 pies (654 m). La Pista de aterrizaje 9L/27R se amplió recientemente de 1,400 pies (430 m) a 11,000 pies (3,400 m). El proyecto se completó el 1 de abril de 2013. Las pistas paralelas 9C/27C y 9R/27L se construyeron más tarde, esta última en una calle de rodaje anterior y la segunda es totalmente nueva, para aviones pequeños. El aeropuerto también cuenta con la pista 18/36, otra pista marina de guerra, por los raros frentes del norte en el invierno, pero esta pista de 6,000 pies es muy poca usada por aerolíneas.

## Aerolíneas y destinos

### Pasajeros
| Aerolíneas    | Destinos |
| ------------- | --- |
| Allegiant Air | Akron/Canton, Albany, Allentown, Appleton, Asheville, Atlantic City (inicia el 19 de diciembre de 2025), Bangor, Belleville/St. Louis, Bloomington/Normal, Cayo Hueso, Cedar Rapids/Iowa City, Charlotte/Concord, Chattanooga, Chicago/Rockford, Cincinnati, Clarksburg, Columbia (SC), Columbus–Rickenbacker, Dayton, Des Moines, Elmira, Evansville, Fayetteville/Bentonville, Flint, Fort Wayne, Grand Rapids, Greenville/Spartanburg, Hagerstown, Harrisburg, Huntington, Huntsville (inicia el 12 de febrero de 2026), Indianapolis, Kansas City, Knoxville, Las Vegas, Lexington, Little Rock, Louisville, Memphis, Newburgh, Niagara Falls, Norfolk, Oklahoma City, Omaha, Peoria, Pittsburgh, Plattsburgh, Portsmouth, Provo, Rapid City, Roanoke, Sioux Falls, Siracusa, South Bend, Springfield/Branson, Toledo, Tri-Cities (TN), Tulsa Estacional: Bismarck, El Paso, Fargo, Grand Forks, Greensboro, McAllen, Minot, Moline/Quad Cities, Nashville, Shreveport, Traverse City, Wichita |
| Arajet        | Punta Cana (inicia el 26 de octubre de 2025) |

### Destinos nacionales
Se brinda servicio a 70 ciudades dentro del país a cargo de 1 aerolínea.
| Akron (CAK)         | •  |   | 1  |
| Albany (ALB)        | •  |   | 1  |
| Allentown (ABE)     | •  |   | 1  |
| Appleton (ATW)      | •  |   | 1  |
| Asheville (AVL)     | •  |   | 1  |
| Atlantic City (ACY) | •  |   | 1  |
| Bangor (BGR)        | •  |   | 1  |
| Belleville (BLV)    | •  |   | 1  |
| Bismarck (BIS)      | •  |   | 1  |
| Bloomington (BMI)   | •  |   | 1  |
| Cayo Hueso (EYW)    | •  |   | 1  |
| Cedar Rapids (CID)  | •  |   | 1  |
| Chattanooga (CHA)   | •  |   | 1  |
| Chicago (RFD)       | •  |   | 1  |
| Cicinnati (CVG)     | •  |   | 1  |
| Clarksburg (CKB)    | •  |   | 1  |
| Columbia (CAE)      | •  |   | 1  |
| Columbus (LCK)      | •  |   | 1  |
| Concord (JQF)       | •  |   | 1  |
| Dayton (DAY)        | •  |   | 1  |
| Des Moines (DSM)    | •  |   | 1  |
| El Paso (ELP)       | •  |   | 1  |
| Elmira (ELM)        | •  |   | 1  |
| Evansville (EVV)    | •  |   | 1  |
| Fargo (FAR)         | •  |   | 1  |
| Fayetteville (XNA)  | •  |   | 1  |
| Flint (FNT)         | •  |   | 1  |
| Fort Wayne (FWA)    | •  |   | 1  |
| Grand Forks (GFK)   | •  |   | 1  |
| Grand Rapids (GRR)  | •  |   | 1  |
| Greensboro (GSO)    | •  |   | 1  |
| Greenville (GSP)    | •  |   | 1  |
| Hagerstown (HGR)    | •  |   | 1  |
| Harrisburg (MDT)    | •  |   | 1  |
| Huntington (HTS)    | •  |   | 1  |
| Huntsville (HSV)    | •  |   | 1  |
| Indianápolis (IND)  | •  |   | 1  |
| Kansas City (MCI)   | •  |   | 1  |
| Lexington (LEX)     | •  |   | 1  |
| Louisville (SDF)    | •  |   | 1  |
| Knoxville (TYS)     | •  |   | 1  |
| Las Vegas (LAS)     | •  |   | 1  |
| Little Rock (LIT)   | •  |   | 1  |
| Memphis (MEM)       | •  |   | 1  |
| McAllen (MFE)       | •  |   | 1  |
| Minot (MOT)         | •  |   | 1  |
| Moline (MLI)        | •  |   | 1  |
| Nashville (BNA)     | •  |   | 1  |
| Newburgh (SWF)      | •  |   | 1  |
| Niagara Falls (IAG) | •  |   | 1  |
| Norfolk (ORF)       | •  |   | 1  |
| Oklahoma City (OKC) | •  |   | 1  |
| Omaha (OMA)         | •  |   | 1  |
| Peoria (PIA)        | •  |   | 1  |
| Pittsburgh (PIT)    | •  |   | 1  |
| Plattsburgh (PBG)   | •  |   | 1  |
| Portsmouth (PSM)    | •  |   | 1  |
| Provo (PVU)         | •  |   | 1  |
| Rapid City (RAP)    | •  |   | 1  |
| Roanoke (ROA)       | •  |   | 1  |
| Shreveport (SHV)    | •  |   | 1  |
| Sioux Falls (FSD)   | •  |   | 1  |
| Siracusa (SYR)      | •  |   | 1  |
| South Bend (SBN)    | •  |   | 1  |
| Springfield (SGF)   | •  |   | 1  |
| Toledo (TOL)        | •  |   | 1  |
| Traverse City (TVC) | •  |   | 1  |
| Tri-Cities (TRI)    | •  |   | 1  |
| Tulsa (TUL)         | •  |   | 1  |
| Wichita (ICT)       | •  |   | 1  |
| Total               | 70 | 0 | 70 |

### Destinos internacionales
Se ofrece servicio a 1 destino internacional, a cargo de 1 aerolínea.
| Ciudades por países                           | Nombre del aeropuerto                  | Aerolíneas                               |           |           |           |
| El Caribe                                     | El Caribe                              | El Caribe                                | El Caribe | El Caribe | El Caribe |
| --------------------------------------------- | -------------------------------------- | ---------------------------------------- | --------- | --------- | --------- |
| República Dominicana (1 destino, 1 aerolínea) |                                        |                                          |           |           |           |
| Punta Cana                                    | Aeropuerto Internacional de Punta Cana | Arajet (inicia el 26 de octubre de 2025) |           |           |           |
| Total: 1 destino, 1 país, 1 aerolínea         |                                        |                                          |           |           |           |

## Estadísticas

### Rutas más transitadas
| Número | Ciudad                        | Pasajeros | Aerolínea     |
| ------ | ----------------------------- | --------- | ------------- |
| 1      | Allentown, Pensilvania        | 100,000   | Allegiant Air |
| 2      | Knoxville, Tennessee          | 92,000    | Allegiant Air |
| 3      | Asheville, Carolina del Norte | 67,000    | Allegiant Air |
| 4      | Grand Rapids, Míchigan        | 56,000    | Allegiant Air |
| 5      | Cincinnati, Ohio              | 49,000    | Allegiant Air |
| 6      | Flint, Míchigan               | 41,000    | Allegiant Air |
| 7      | Harrisburg, Pensilvania       | 39,000    | Allegiant Air |
| 8      | Bangor, Maine                 | 33,000    | Allegiant Air |
| 9      | Indianápolis, Indiana         | 32,000    | Allegiant Air |
| 10     | Lexington, Kentucky           | 30,000    | Allegiant Air |

### Tráfico anual
| Año  | Pasajeros | Año  | Pasajeros | Año  | Pasajeros |
| ---- | --------- | ---- | --------- | ---- | --------- |
| 1995 | 48,186    | 2005 | 1,649,237 | 2015 | 2,480,122 |
| 1996 | 669,576   | 2006 | 1,645,989 | 2016 | 2,752,410 |
| 1997 | 1,044,496 | 2007 | 1,780,495 | 2017 | 2,922,446 |
| 1998 | 1,198,803 | 2008 | 1,837,247 | 2018 | 3,094,487 |
| 1999 | 939,962   | 2009 | 1,702,412 | 2019 | 3,291,112 |
| 2000 | 1,086,635 | 2010 | 1,165,435 | 2020 | 1,545,041 |
| 2001 | 1,222,391 | 2011 | 1,577,307 | 2021 | 2,396,108 |
| 2002 | 1,263,662 | 2012 | 1,815,729 | 2022 | 2,801,478 |
| 2003 | 1,253,862 | 2013 | 2,032,680 | 2023 | 2,941,456 |
| 2004 | 1,834,315 | 2014 | 2,184,701 | 2024 | 2,877,526 |

## Aeropuertos cercanos
Los aeropuertos más cercanos son:
- Aeropuerto Internacional de Daytona Beach (81km)
- Aeropuerto de Lakeland (86km)
- Aeropuerto Internacional de Orlando-Melbourne (87km)
- Aeropuerto Internacional de Tampa (124km)
- Aeropuerto Internacional de San Petersburgo-Clearwater (150km)